# I morgen mandag
I morgen mandag er en dansk dokumentarfilm fra 1979 instrueret af Peter Ringgaard.

## Handling
Denne artikel mangler et handlingsreferat. Hjælp os med at skrive det.